# Wilkens & Söhne
Die Silberwarenfabrik M. H. Wilkens & Söhne ist ein auch historisch bedeutender deutscher Hersteller und Vertreiber von silbernen und versilberten Bestecken und Korpusartikeln (Tischgerät).

## Geschichte

### Gründung

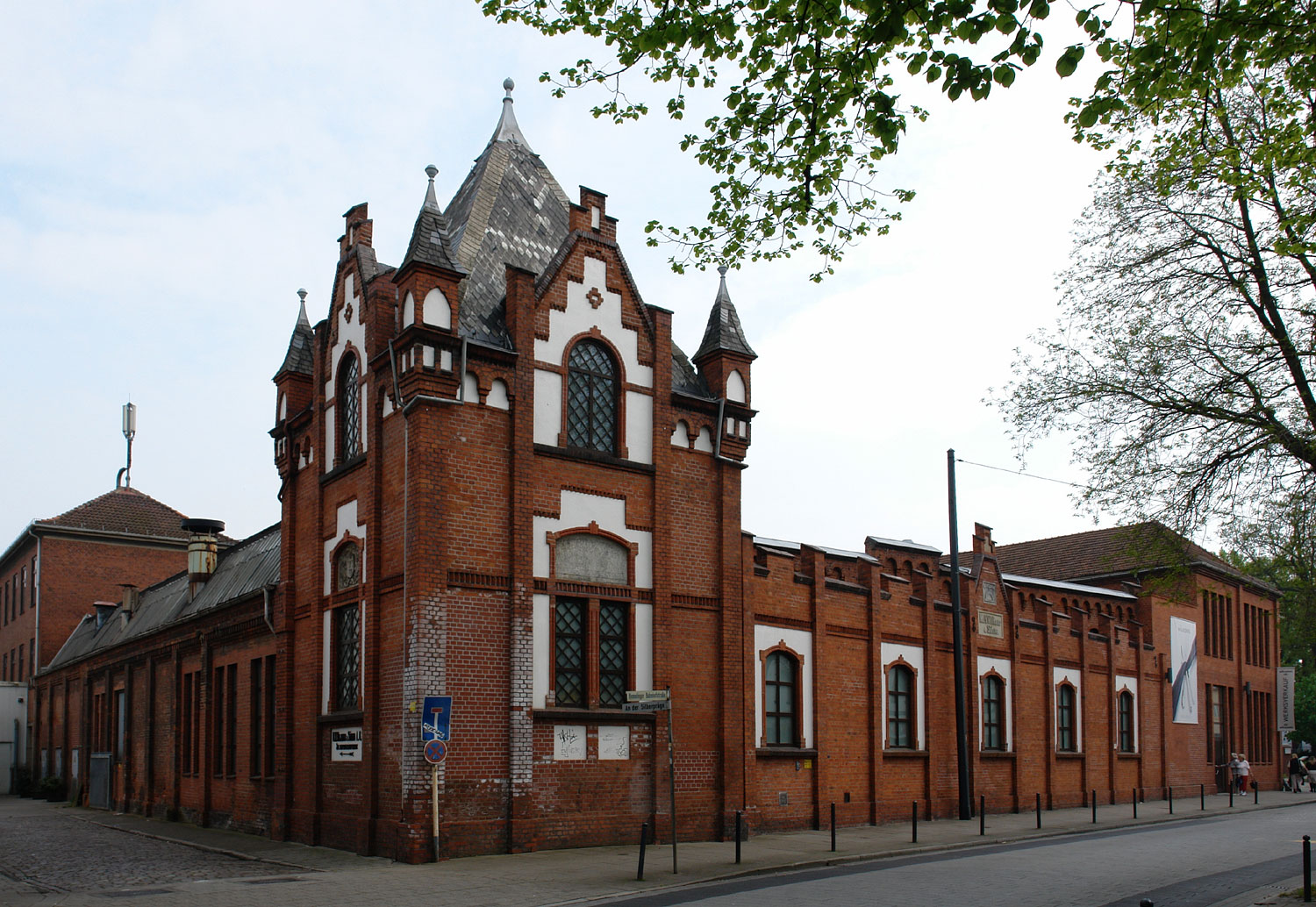
Fabrikgebäude von Wilkens & Söhne in Hemelingen

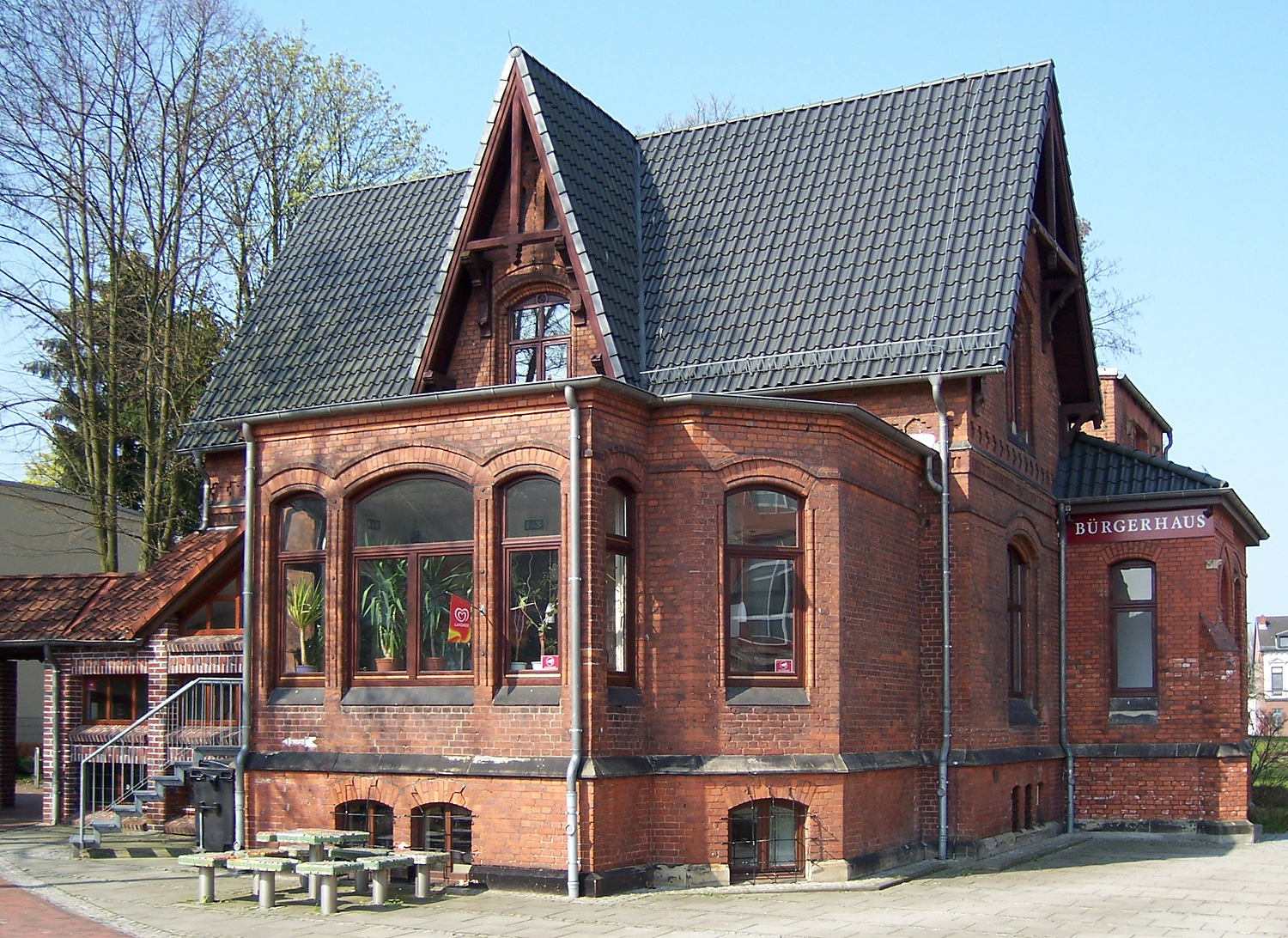
Alte Villa der Familie Wilkens, jetzt Bürgerhaus Hemelingen

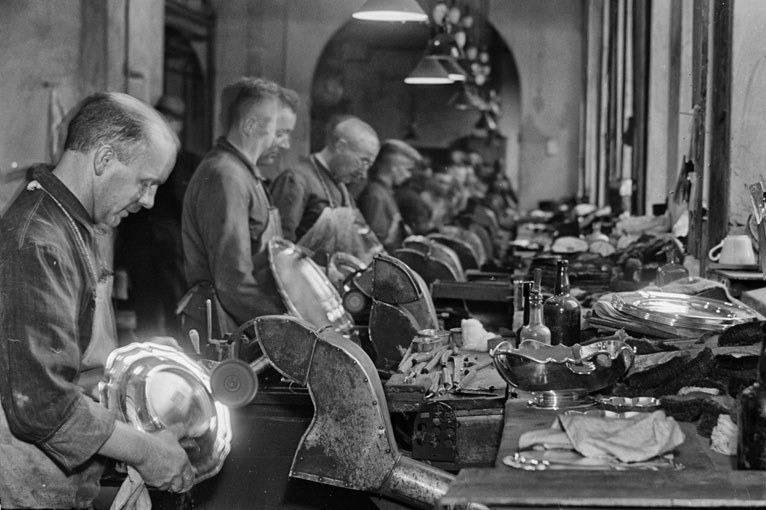
Wilkens & Söhne Hemelingen, Fabrikation von Silber-Corpus-Stücken, September 1938

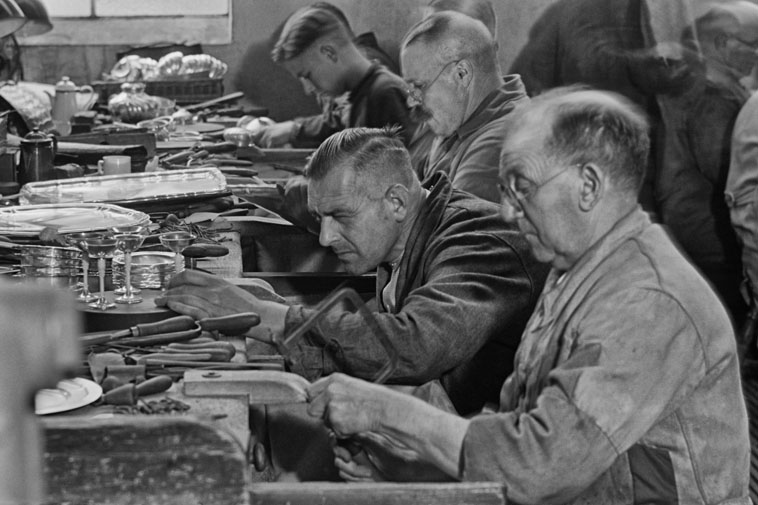
Wilkens & Söhne Hemelingen, Fabrikation von Silber-Corpus-Stücken, September 1938

Der Goldschmied Martin Heinrich Wilkens (1782–1869) hatte sich 1810 mit einer Werkstatt in der Bremer Altstadt niedergelassen. In den wirtschaftlich schwierigen Anfangsjahren produzierte und reparierte er zunächst noch ganz handwerklich Gold- und Silberwaren, bis nach dem Eintritt seiner ältesten Söhne, dem geschickten Mechaniker Diedrich und dem fähigen Graveur Carl sich der Betrieb ab etwa 1830 zur Prägeanstalt entwickelte, die bald gepresste Halbfertigwaren und ganze Tafelsilberteile über Bremen hinaus absetzen konnte. Zur gleichen Zeit begann die Herstellung von Medaillen und zwischen 1840 und 1861 prägte er insgesamt 1,7 Millionen Münzen im Auftrag des bremischen Staates.
Seit 1851 beschickte Wilkens die Weltausstellungen. Spätestens seit 1857 diente eine Dampfmaschine zum Antrieb der Pressen und Drückbänke.

### Entwicklungen von 1859 bis 1969
1859 verlegten die drei Brüder Wilkens die Besteckfabrikation in das damals zum Königreich Hannover gehörende Hemelingen, zehn Jahre später die gesamte Herstellung. Nur das Ladengeschäft verblieb noch in Bremen. So konnte man günstig innerhalb der Grenzen des Deutschen Zollvereins produzieren, da in Bremen selbst nur ein Viertel der fertigen Waren abgesetzt wurde. Die enorme Steigerung der Produktion brachte es mit sich, dass der Absatz längst nicht mehr direkt an den Endverbraucher erfolgte.
Die ab 1866 vorliegenden Auftragsbücher verzeichnen daher als Kunden die Namen der großen Juweliere und Silberhändler aus nahezu allen deutschen Großstädten. Den Endverkäufern war daran gelegen, den Silberwaren den Makel der Serienherstellung zu nehmen. Sie verlangten daher oft den Verzicht auf die Stempelung des Herstellers. So ist die bremische Herkunft mancher Objekte heute nur an der unscheinbaren Fabrikmarke neben dem Namenszug des Verkäufers, an der Auftragsnummer oder durch einen Vergleich mit Abbildungen in den Musterbüchern zu erkennen.
Die „Silberpräge“ war damals der bedeutendste Betrieb in Hemelingen, der Inhaber Diedrich Wilkens der größte Steuerzahler im Altkreis Achim. Vor dem Ersten Weltkrieg gehörte das Unternehmen neben Koch & Bergfeld in Bremen und Peter Bruckmann & Söhne in Heilbronn zu den drei großen deutschen Silberwarenfabriken. In Hemelingen entstanden Kirche und soziale Einrichtungen auf Betreiben und mit finanzieller Unterstützung der Familie Wilkens.
Tischgerät und Bestecke aus Wilkens' Produktion sind noch heute im Antiquitätenhandel gefragt; die umfangreichste Sammlung besitzt das Focke-Museum in Bremen.
1917 übernahm der Urenkel des Gründers Martin-Heinrich Wilkens (1888–1966) das Unternehmen. 1921 erwarb er die Aktienmehrheit der Bremer Silberwarenfabrik AG (BSF). Auch die Aktienmajorität der Hanseatischen Silberwarenfabrik, die von den Familien Brinckmann und Lange um 1923 gegründet worden war, und bis etwa 1962 existierte, fiel bald an Wilkens. Martin Heinrich Wilkens führte das Unternehmen bis nach dem Zweiten Weltkrieg.

### Jüngere Unternehmensentwicklung
1969 fusionierte die M. H. Wilkens & Söhne AG mit der Bremer Silberwarenfabrik AG (BSF) zur Wilkens Bremer Silberwaren AG.
Die Wilkens Bremer Silberwaren AG im Bremer Stadtteil Hemelingen existierte bis 1995 selbständig und gehört seitdem mit ihren Marken Wilkens und BSF zur Zwilling J. A. Henckels. 2005 wurden die Unternehmensbereiche Logistik und Vertrieb in Solingen zusammengelegt, die Herstellung von Silberwaren verblieb jedoch in Bremen. Aktuell wird die Abkürzung BSF für eine Produktlinie aus Edelstahl der Zwilling AG benutzt.
2006 wurde die Manufaktur in Bremen von den beiden Geschäftsführern übernommen, die sich mit dem Unternehmen Zwilling auf eine Lizenz zur Produktion von Silberwaren der Marke Wilkens einigten. Wilkens & Söhne GmbH wurde wieder ein eigenständiges Bremer Unternehmen und Besitzerin der Gebäude in Hemelingen. Seit 2008 wird Edelstahlbesteck der Marke Wilkens ebenfalls wieder von Hemelingen aus vermarktet und vertrieben.
Der Park und die Villa Wilkens an der Hemelinger Bahnhofsstraße / Diedrich-Wilkens-Straße gingen in das Eigentum des Landes Bremen über. In der Alten Villa ist derzeit das Bürgerhaus Hemelingen untergebracht, und in der Neuen Villa findet sich seit 2011 die Akademie des Instituts für Berufs- und Sozialpädagogik (ibs). Teile des Grundstücks wurden für den Bau des Hemelinger Tunnels in Anspruch genommen, der das Daimler-Werk Bremen mit der Autobahn 1 verbindet – hier stand auch die Remise zur Villa.
Das Familiengrab Wilkens liegt auf dem Friedhof Hemelingen. Auch auf dem Riensberger Friedhof am See gegenüber dem ehemaligen Krematorium (heute Columbarium) und dem Rutenberg-Mausoleum befindet sich ein Wilkens-Grabmal. Es beherbergt die Pumpe für die Wasserversorgung des Friedhofs.
Neben dem Fabrikverkaufsladen in Hemelingen hatte im Herbst 2008 Wilkens & Söhne den ersten eigenen Laden in der Waterfront Bremen eröffnet. 2010 wurde dieser wieder geschlossen.
Zu Beginn des Jahres 2024 wurde für die Firma Wilkens & Söhne GmbH ein Liquidationsverfahren eingeleitet. Ziel der Liquidatoren sei es, Investoren zu finden und vor allem die Marke und die noch bestehenden 30 Arbeitsplätze zu sichern. Grund für das betriebene Liquidationsverfahren sei das wirtschaftliche schwierige Umfeld der Branche. Ende Januar 2024 wurde auch ein Insolvenzverfahren für die Bremer Koch & Bergfeld Besteckmanufaktur eröffnet, deren Geschäftsbetrieb zu diesem Zeitpunkt bereits mehrere Monate ruhte und die auf eine vergleichbar lange Firmenhistorie wie Wilkens & Söhne verweisen konnte.
Im Juli 2024 wurde der Standort in Bremen gänzlich aufgegeben, während die Traditionsmarke von der Sonja Quandt Silbermanufaktur aus Schwäbisch Gmünd übernommen wurde.

## Stilentwicklung
Hatten in den Anfangsjahren noch die strengen Formen von Empire und Biedermeier vorgeherrscht, so drängten seit etwa 1840 reicher dekorierte Formen in den Vordergrund. Gegen Mitte des 19. Jahrhunderts steigerte sich noch dieser Verzierungsstil, den man später das „zweite Rokoko“ nannte. Die stilgeschichtlichen Wandlungen und die neuen fertigungstechnischen Errungenschaften kamen einander in jenen Jahren entgegen: Durch maschinelle Prägung und Serienproduktion war überreiche Dekorierung kein entscheidender Kostenfaktor mehr. Zudem erlaubten die neuen Techniken des Drückens und Prägens extrem geringe Wandstärken und damit einen günstigeren Preis. Nach der Londoner Weltausstellung von 1851 breitete sich im Kunstgewerbe ein Naturalismus aus, der Tafelaufsätze und Kerzenleuchter in Gestalt von Eichen, Palmen und Weinstöcken hervorbrachte, Pokale in Blütenform und Kannen mit knorrigen Astwerkhenkeln. Wilkens schloss sich dieser Richtung konsequenter und länger an als seine Konkurrenten, obwohl am naturalistischen Genre schon bald ästhetische Kritik ansetzte. Staatlich geförderte Unternehmungen wie die am Bremer Gewerbemuseum installierte Lehranstalt unterstützten mit einer intensiven künstlerischen und stilkundlichen Schulung die gestalterischen Bemühungen der Firmen und Gewerbetreibenden. Die arbeitsteilige Produktionsweise führte zur eigenen Rolle von Entwurfszeichnern im Entstehungsprozess. In den immer leistungsfähiger werdenden Ateliers wurde schließlich sogar der eigene Nachwuchsbedarf an Zeichnern herangebildet. Daneben wurden um 1900 gelegentlich renommierte Entwerfer für einzelne Aufträge herangezogen. Heinrich Vogeler lieferte einige Besteckentwürfe. Sein schon damals bekannter Name wurde auch in der Werbung herausgestellt. Peter Behrens steuerte Entwürfe für Schmuck bei, auch von Albin Müller stammen einige Bestecke. Doch einen nachhaltigen Wandel im Stilangebot der Firma und im Geschmack des Publikums, der Kunden, Auftraggeber und Abnehmer von echtsilberner Ware konnten diese Vorbilder noch nicht bewirken. Ein breiter Konsumentengeschmack hielt noch jahrzehntelang am dekorativen Ausstattungsgeschmack der zweiten Hälfte des 19. Jahrhunderts fest. Bei jenen Mustern, die sich eher am Jugendstil orientieren, ist seit etwa 1905 eine zunehmende Verhärtung der ursprünglich weich fließenden Ornamente festzustellen.
Die zwanziger Jahre bringen neue Formideen, doch eine radikale Funktionalität, wie sie vom Bauhaus vertreten wurde, kam um 1925/30 für ein Serienprodukt noch kaum in Frage. Typisches Kennzeichen der Zeit zwischen den Weltkriegen ist ferner das Martelé, die vom Treibhammer erzeugte Oberfläche, auf der die Schlagspuren nicht weggearbeitet, sondern als Zierelement stehengelassen wurden. Über seine dekorative Funktion hinaus spielt dieser Bearbeitungsmodus offensichtlich eine Rolle als Signum des „Handgearbeiteten“. Erst nach dem Zweiten Weltkrieg öffnete man sich konsequenter einer Formensprache auf der Höhe des internationalen Designs.

## Marken

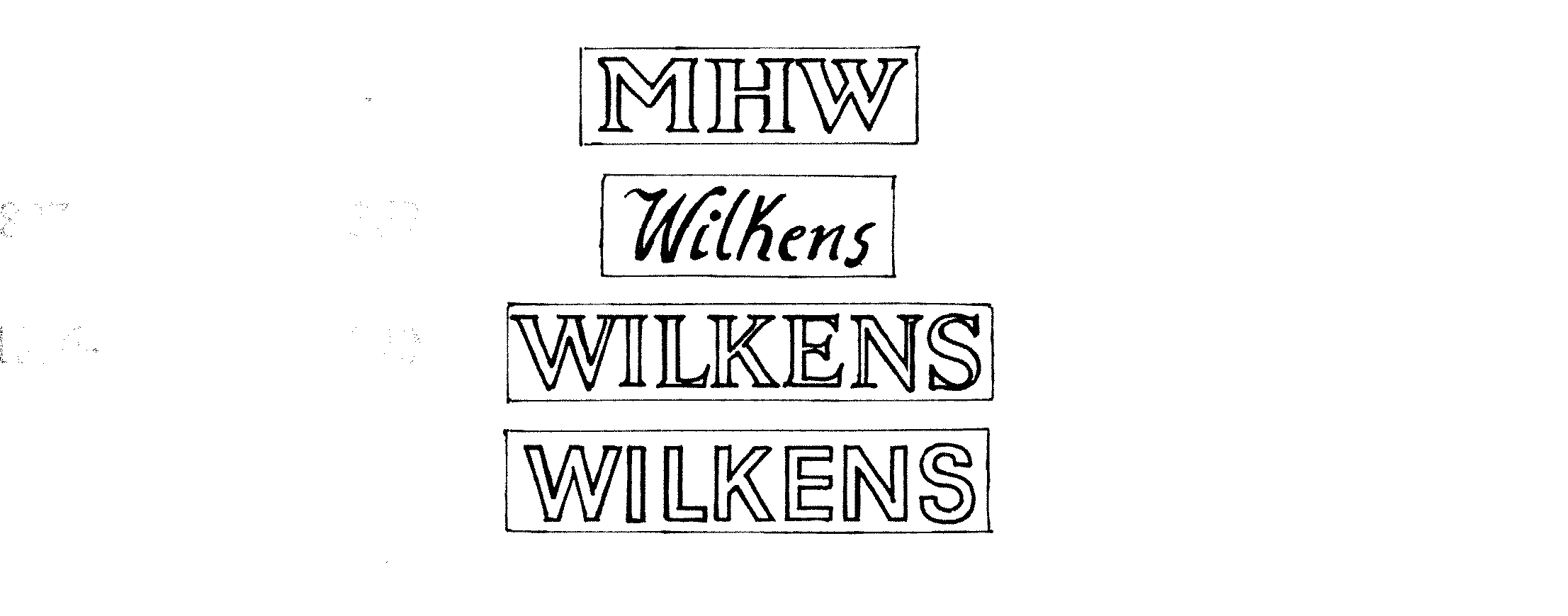
Meisterzeichen von M.H.Wilkens:
Um 1810,
um 1810–1827,
um 1833–1855,
um 1860

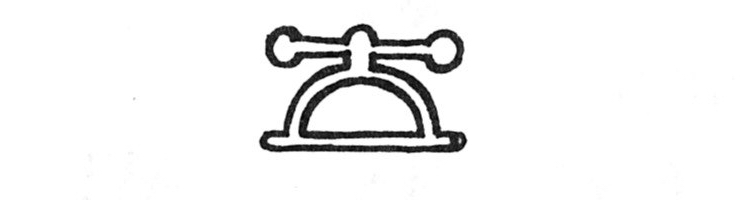
Fabrikmarke von M.H.Wilkens & Söhne: „Spindelpresse“, seit etwa 1886

Um 1810 bis um 1830 führte man den kursiven Schriftzug Wilkens, später den Namen in Versalien als Meisterzeichen neben dem Beschauzeichen „Bremer Schlüssel“. Zwischen 1874 und 1886 ist die Halbmondmarke als Zeichen für 750er Silber in Gebrauch. Seit 1886 ist die Spindelpresse eingetragenes Warenzeichen des Unternehmens und wird bis heute als Fabrikmarke gestempelt.

## Auftragsnummern
Neben Fabrikmarke und Reichsstempel wurden bei Wilkens oft zusätzlich Auftragsnummern gepunzt. Sie wurden in chronologischer Folge vergeben und so erlaubt es die folgende Tabelle, ältere Korpusstücke der Firma aufs Jahr genau zu datieren. Ab etwa 1927 wurden nur noch bei besonderen Einzelanfertigungen Auftragsnummern gestempelt (bei Serienware trat an ihre Stelle eine vierstellige Modellnummer). Bestecke hatten eine eigene, nicht gestempelte Modellnummernfolge. In der Tabelle ist jeweils die in den Auftragsbüchern des jeweiligen Jahres zuletzt vergebene Nummer vermerkt.
| Im Jahr | lautete die letzte Auftrags- nummer |
| ------- | ----------------------------------- |
| 1866    | 08214                               |
| 1867    | 010416                              |
| 1868    | 012569                              |
| 1869    | 014654                              |
| 1870    | 016622                              |
| 1871    | 018832                              |
| 1872    | 021688                              |
| 1873    | 024477                              |
| 1874    | 027184                              |
| 1875    | 029983                              |
| 1876    | 032169                              |
| 1877    | 034599                              |
| 1878    | 036846                              |
| 1879    | 039000                              |
| 1880    | 042131                              |
| 1881    | 045223                              |
| 1882    | 048124                              |

| Im Jahr | lautete die letzte Auftrags- nummer |
| ------- | ----------------------------------- |
| 1883    | 051303                              |
| 1884    | 054478                              |
| 1885    | 051722                              |
| 1886    | 061542                              |
| 1887    | 066142                              |
| 1888    | 071036                              |
| 1889    | 076180                              |
| 1890    | 080712                              |
| 1891    | 085322                              |
| 1892    | 089797                              |
| 1893    | 094541                              |
| 1894    | 099839                              |
| 1895    | 105448                              |
| 1896    | 110971                              |
| 1897    | 116777                              |
| 1898    | 122892                              |
| 1899    | 129108                              |

| Im Jahr | lautete die letzte Auftrags- nummer |
| ------- | ----------------------------------- |
| 1900    | 134965                              |
| 1901    | 140201                              |
| 1902    | 145494                              |
| 1903    | 150922                              |
| 1904    | 157518                              |
| 1905    | 163904                              |
| 1906    | 170297                              |
| 1907    | 176566                              |
| 1908    | 183247                              |
| 1909    | 190546                              |
| 1910    | 198880                              |
| 1911    | 208270                              |
| 1912    | 218675                              |
| 1913    | 229116                              |
| 1914    | 237448                              |
| 1915    | 240599                              |
| 1916    | 247516                              |

| Im Jahr | lautete die letzte Auftrags- nummer |
| ------- | ----------------------------------- |
| 1917    | 251821                              |
| 1918    | 255975                              |
| 1919    | 265605                              |
| 1920    | 274623                              |
| 1921    | 285986                              |
| 1922    | 294230                              |
| 1923    | 301828                              |
| 1924    | 312120                              |
| 1925    | 323579                              |
| 1926    | 335844                              |
| 1927    | 356211                              |
| 1928    | 358924                              |
| 1929    | 361773                              |
| 1930    | 362850                              |
| 1945    | 364921                              |
| 1960    | 366375                              |
| 1970    | 366746                              |

## Weitere Quellen
- Helmut Wilkens: Mündlicher Bericht anlässlich der Hauptversammlung am 6. September 1985 der Wilkens Bremer Silberwaren AG, Bremen. (Hektographie)